# لاندا خرچنگ
لاندا خرچنگ یک ستاره است که در صورت فلکی خرچنگ قرار دارد.